# John Warne Gates
John Warne Gates (West Chicago, 1855. május 18. – Párizs, 1911. augusztus 9.), más néven "Bet-a-Million" Gates, az aranyozott kor amerikai iparmágnása, szerencsejátékosa és rablóbárója. A szögesdrót egyik úttörő támogatója volt. A mai West Chicagóban, Illinois államban született és nőtt fel. Nem élvezte a tanyasi életet, és már korán elkezdett különböző üzleti ajánlatokat kínálni a szomszédoknak, többek között tűzifát árult a házaknak és a helyi vasútnak. Amikor egy helyi gabonakereskedésbe kezdett, amely kudarcot vallott, Gates a helyi vasútállomáson kezdte tölteni az idejét, és újra megismerkedett azokkal az emberekkel, akiknek korábban tűzifát adott el. Meghívták, hogy vegyen részt a pókerjátszmáikban, és ezen keresztül fejlődött ki Gates hajlama a kártyák és más szerencsejátékok iránt.
Miután a North Central College-ban (akkor már Northwestern College) szépírást, könyvelést és üzleti jogot tanult, egy helyi vasáruüzlet tulajdonosaként megbukott. Gates érdeklődni kezdett a szögesdrót iránt, és a Washburn-Moen Company értékesítője lett. Amikor a texasi értékesítési területre osztották be, megtudta, hogy a farmerek hajthatatlanok voltak abban, hogy ne vásárolják meg a termékét. Gates bemutatót rendezett a drótról a San Antonio-i Military Plazaban, ahol a felmérgesített marhák nem tudták áttörni az általa felállított szögesdrótkerítést. Ezután nagyon sikeresnek bizonyult a cég termékének eladásában, és saját szögesdrótgyártó vállalkozásba kezdett, amely végül az acélgyártáshoz vezetett. Cégét a J. P. Morgan U. S. Steel vásárolta meg. Gates nem kapott meghívást, hogy a vállalat részévé váljon, és éveken át üzleti felvásárlások és eladások sorozatával harcolt J. P. Morgan ellen; mindkét férfi kulcsfigurája volt az 1907-es pániknak.
Gates volt a Republic Steel és a Texas Company, a későbbi Texaco elnöke. Nagy szerepe volt abban, hogy az acélipar termelési módszerei a Bessemer-eljárásról a nyílt kemencés eljárásra változtak, és hogy felépült a texasi Port Arthur városa.

## Halála és örökség

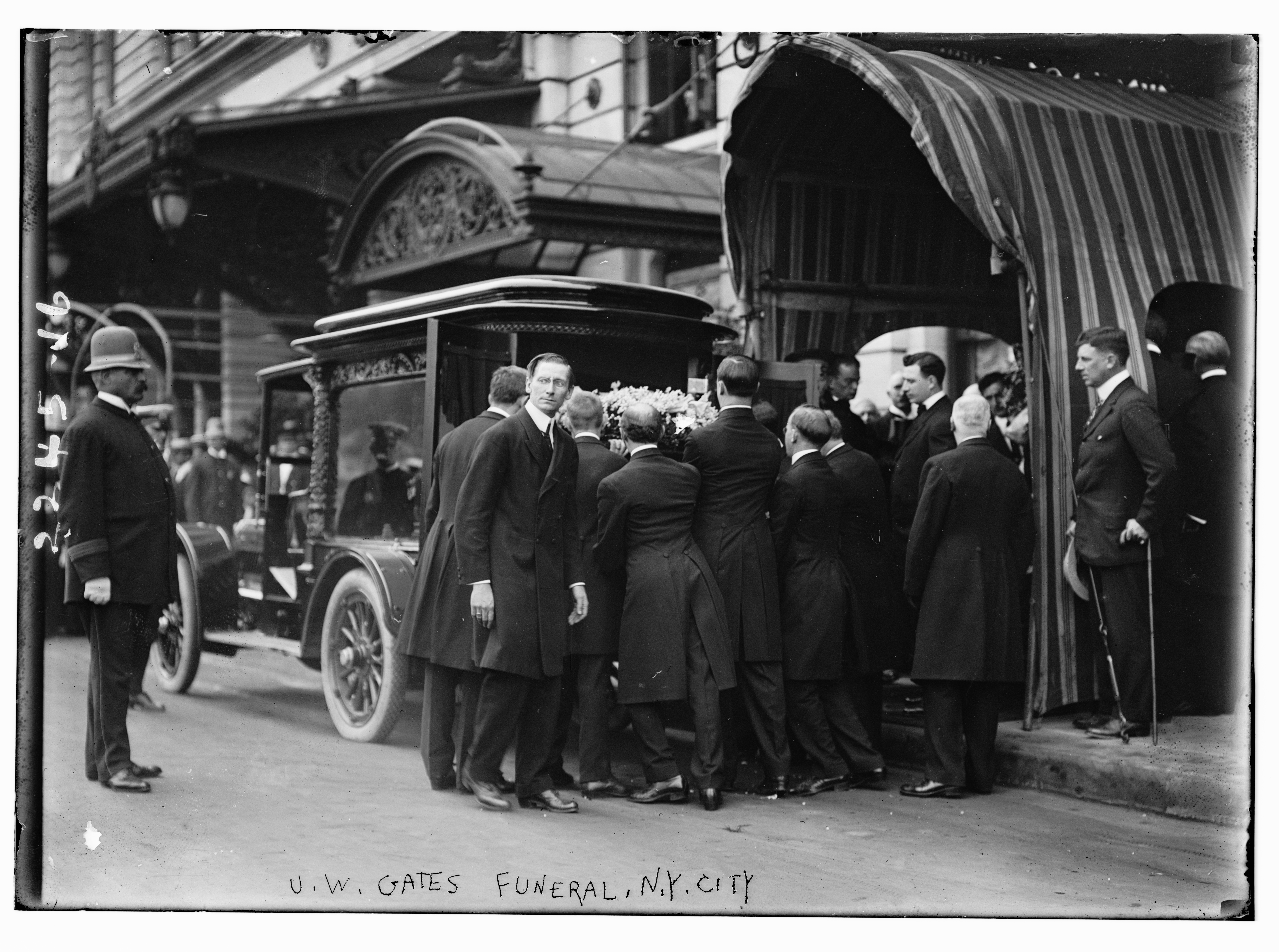
Gates temetése 1911-ben Manhattanben

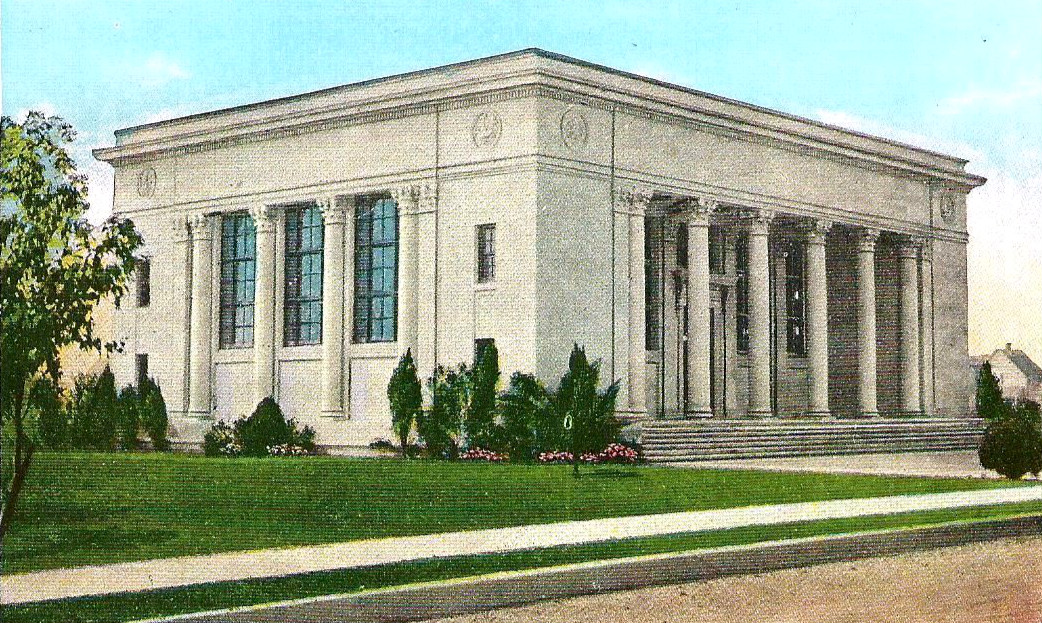
Gates Memorial Library, Port Arthur, Texas

Gates 1911. augusztus 9-én halt meg a franciaországi Párizsban, egy sikertelen torokdaganat-eltávolító műtétet követően. Temetésére 1911. augusztus 23-án került sor, a gyászszertartás a New York-i Plaza Hotel báltermében zajlott. A szálloda építését Gates finanszírozta. Gates gyászolói az ország minden részéből érkeztek; a Plaza Hotel három emeletét a szertartáson résztvevők számára tartották fenn. Nagy küldöttség érkezett Texasból, ahol Gates sokat tett Port Arthur városáért.
Port Arthur városa ugyanazon a napon tartotta saját gyászszertartását, amikor Gates-t eltemették. A zászlókat félárbocra eresztették, és déltől este 6 óráig Port Arthur összes üzlete zárva volt; a város dokkjai és finomítói is leállították működésüket ez idő alatt Port Arthur jótevőjének tiszteletére. Bár Gates a vagyona nagy részét a feleségére és a fiára hagyta, a végrendeletébe egy záradékot tett, amely megtiltotta a családjának, hogy a halála után tíz évig értékpapírjait eladja. Gates állítólag azért tette ezt a záradékot a végrendeletébe, hogy megvédje a nála befektető barátait attól, hogy ezeket az értékpapírokat halála után hamarosan eladják. Gates vagyonát 40-50 millió amerikai dollárra becsülték. A New York-i Bronxban található Woodlawn temetőben lévő családi mauzóleumban temették el. A mauzóleum szerepel a Volt egyszer egy Amerika című film egyik nyitójelenetében.
A Port Arthurban található Gates Memorial Könyvtárat az özvegye finanszírozta, és 1918-ban a városnak adományozta. A Gates Memorial eredetileg a város nyilvános könyvtára volt, ma a Lamar State College-Port Arthur egyetemi könyvtáraként működik. 1981-ben felkerült a National Register of Historic Places-be. 1971-ben San Antonióban, a Military Plaza szögesdrót-tüntetésének helyszínén állami történelmi emléktáblával tisztelegtek Gates előtt.  Az emlékművet egy állami történelmi emléktáblával tüntették ki.
1972-ben beiktatták a Nemzeti Cowboy és Western Örökség Múzeum Nagy Westernerek Csarnokába.